# Secession (eksperimentalfilm)
|  | Denne artikel er oprettet af botten Steenthbot ud fra en ekstern database. Den kan derfor have sproglige fejl eller mangler. Denne skabelon kan fjernes efter kontrol af indholdet. |

Secession er en dansk eksperimentalfilm fra 1996 instrueret af Jesper Fabricius efter eget manuskript.

## Handling
Med levende billeder af nøgne kvinder skaber instruktøren et pirrende og dunkelt univers af noget allerede kendt og helt nyt. Vi aner dem - gående, siddende, liggende, forsvindende - i klassiske positurer med henvisninger til billedkunstens skatkammer; Goya, Duchamp, André Kertésc, Man Ray, Richard Winther m.fl. En eksperimentalfilm, der har opnået sin mættede stoflighed ved forskellige manipulationer af selve det filmiske materiale i fremkalderprocessen.